# Napraforgóolaj

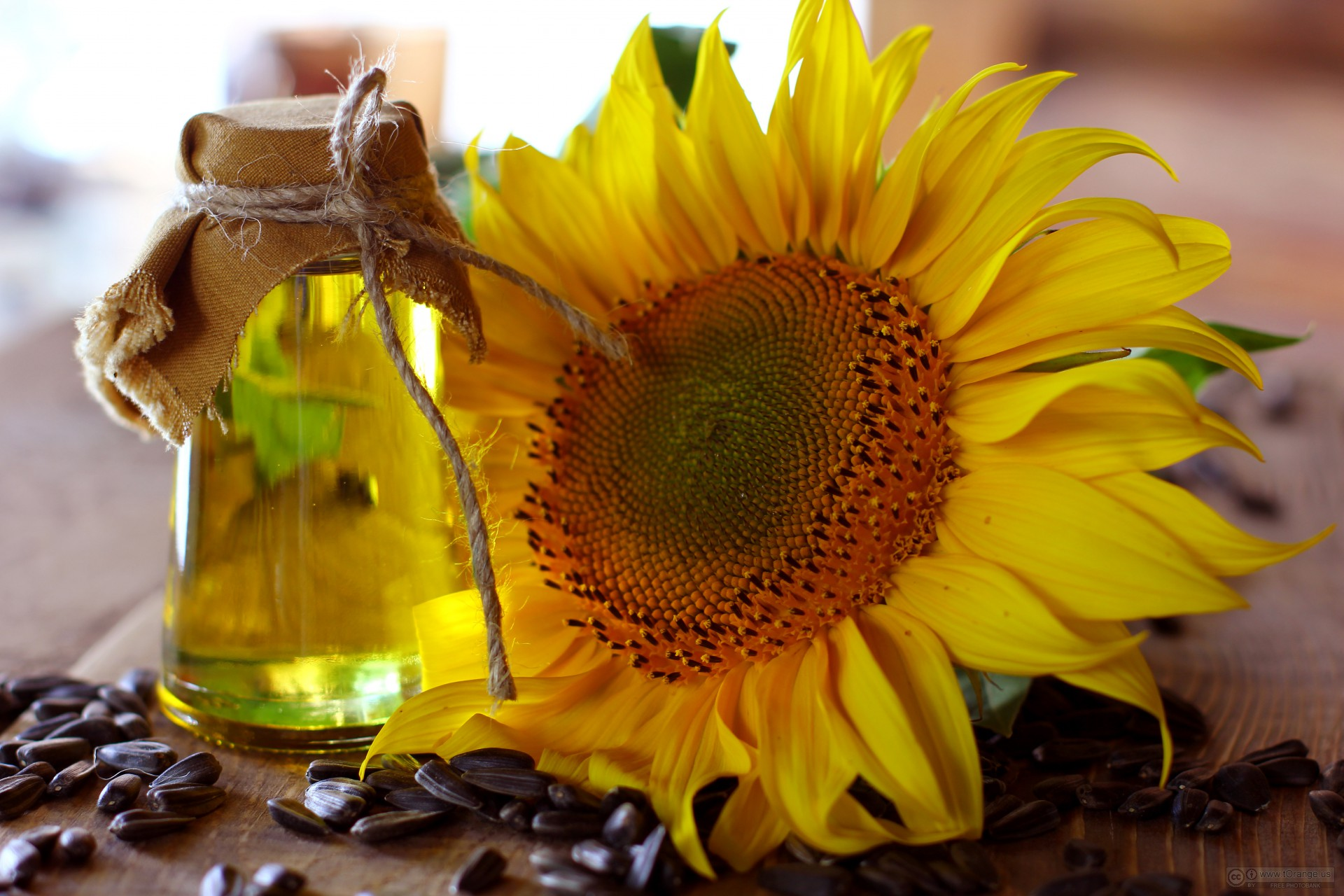
Napraforgóolaj

A napraforgóolaj a napraforgó növény magjából, hideg vagy meleg sajtolással nyert növényi zsiradék. Sajtolásának módszerét Bunyan szabadalmaztatta 1716-ban, Angliában,

## Táplálkozási jellemzői
A napraforgómag 35-60% zsírsavat tartalmaz; ezek 65-70%-a többszörösen telítetlen. Energiatartalma 29,3-39,8 kJ/g.
Értelemszerűen a zsírokban oldódó vitaminok vivőanyaga, így jelentős a tokoferol- (E-vitamin-) és A-vitamin-tartalma. Emellett sok benne a sejtanyagcserében oly fontos szerepet betöltő lecitin, ugyancsak sok a fehérje, globulin, palmitin, sztearin, arachnin, lignocerin és arginin.

## Felhasználása
Eleinte a bőr- és gyapjúfeldolgozásban használták. Étkezési célokra csak a 19. század eleje óta veszik igénybe, de eleinte igen korlátozottan. A 20. század elején az olaj többségéből szappant főztek vagy festéket gyártottak, élelmezési felhasználása az 1940-es években vált tömegessé. Korunkban nagyobbrészt étolajként hasznosítjuk, de a margarin és a szappan gyártásának is fontos alapanyaga. Az előállításakor visszamaradó extrahált darát fehérjedús takarmányként állatoknak adják.

## A gyógyászatban
A gyógyszerkészítésben a finomított napraforgóolajat kenőcsök és emulziók alapanyagaként használják; a Magyar gyógyszerkönyvben Helianthi annui oleum raffinatum néven hivatalos. A népi gyógyászatban a nehezen gyógyuló sebek és a száraz, pikkelyesen hámló bőr kezelésére használták.

## Fő termelők
2018-ban a világ napraforgóolaj-termelése 18 millió tonna volt, Ukrajna és Oroszország kiemelkedő szerepével, amelyek együttesen a világ össztermelésének 53%-át adták.
| A napraforgóolaj fő termelői – 2019-ben | A napraforgóolaj fő termelői – 2019-ben |
| ország                                  | (millió tonna)                          |
| --------------------------------------- | --------------------------------------- |
| Ukrajna                                 | 5.84                                    |
| Oroszország                             | 5.42                                    |
| Argentína                               | 1.41                                    |
| Törökország                             | 1.10                                    |
| Magyarország                            | 0.69                                    |
| Románia                                 | 0.53                                    |
| Franciaország                           | 0.53                                    |
| Bulgária                                | 0.52                                    |
| Spanyolország                           | 0.49                                    |
| Kazahsztán                              | 0.32                                    |
| Világ                                   | 20.29                                   |
| Forrás: FAOSTAT of the United Nations   |                                         |